# Сільський ландшафт в південній частині острова Еланд
Сільський ландшафт південного Еланда — це територія, площею понад 56 000 гектарів, розташована на острові Еланд (Швеція), половину якої займає Стура-Альварет («великий альвар»). Площа вапнякової рівнини Стура-Альварет складає близько чверть площі острова, вона є найбільшою у своєму роді в Європі. Завдяки тонкому шару ґрунту та високому рівню pH тут представлено широкий спектр рослин, у тому числі багато рідкісних видів.
Сільськогосподарський ландшафт південного Еланду був визначений ЮНЕСКО як об'єкт Всесвітньої спадщини в 2000 році через надзвичайне біорізноманіття цього місця, його преісторію, а також те, як людина адаптувалася до природних умов.

## Геологія
Вапнякова рівнина була сформована під дією льодовика під час епохи останнього льодовикового періоду. Сам вапняк утворився близько 500 мільйонів років тому. Вапняк зі Stora alvaret містить багато копалин древніх морських істот, таких як ортоцерас, який знайшли у рештках структур на острові.

## Геологічне походження
Вапнякова рівнина остаточно сформувалась в часи останнього льодовикового періоду. Виникла приблизно 500 млн років тому в південних водах у результаті життєдіяльності морських організмів, про що свідчать величезні поклади копалин, зокрема в складі матеріалу, який використовується для будівництва на острові, було виявлено ортоцератів; внаслідок тектонічного руху плит з часом новоутворена ділянка перемістилась в північному напрямку.
Тільки 11 000 років тому перші частини острова Еланд піднялись із Балтійського моря і були піддані впливу льодовиків. Через кілька тисячоліть у зв'язку з масовим таненням льоду з материка на острів емігрували перші ссавці, включаючи людину.
Тонкий шар ґрунту (максимальна глибина — 2 см) в основному сформувався рослинними угрупованнями, що колонізували голий вапняк, та деякою мірою під впливом вивітрювання. Завдяки цим чинникам постав сучасний Алвар.

## Екологія

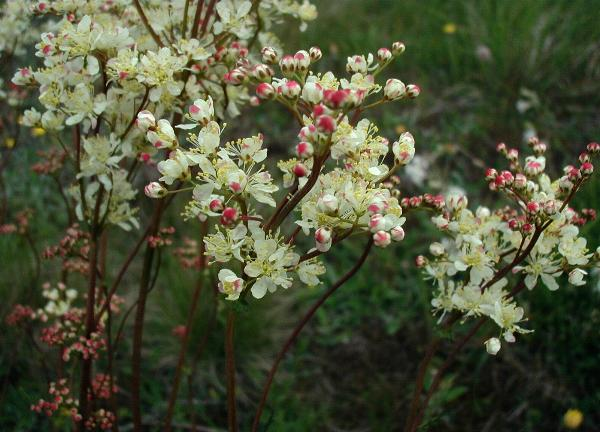
Гадючник звичайний (Dropwort) класична, типова рослина для Стура-Альварет.

Перше документоване наукове дослідження біоти Стура-Альварет відбулося у 1741 р. під час візиту Ліннея. Про цю незвичну екосистему він пише:

Це надзвичайно як деякі рослини здатні до процвітання на найбільш сухих і неродючих ділянках альвару.

Серед взірців флори Стура-Альварет збереглись деякі реліктові види часів льодовикового періоду. Екосистема цієї вапнякової території характеризується різноманітністю диких квіткових рослин. Серед знайдених видів виділяють зокрема очиток, омег, Aertemisia oelandica (ендемік Еланду), п'ятилистник кущовий, заяча конюшина багатолиста, різноманітні орхідні. Більшість з них цвіте з травня до липня.
На території альвару було виявлено численні трави, зокрема вівсюнець і кострицю овечу. Також тут поширені гриби такі як Hygrocybe persistens та Lepiota alba.
Хоч альвар характеризується особливо посушливими умовами, проте періодично тут можливе утворення заболочених ділянок та весняних басейнів, особливо в районі лагуни на південному-сході від селища Ельбі.

## Розташування
Через Стору Альверт проходять дві автотраси, що пролягають навколо цілого острова. Окремі не настільки сучасні транспортні шляхи проходять безпосередньо крізь Стору Алварент. Такі маленькі селища як Стора Віклебі, Гетінг, Гренхеген, Халтерстед, Ельбі, Тріберга і Веллет лежать на краю Стура-Альварет вздовж головного шляху. В межах самого альвару розташовується декілька менших селищ, наприклад Мокельмосен, Сальберга, Філсас. Деякі давніші поселення, такі як Дресторп, є повністю безлюдними.
На крайньому півдні Стура-Альварет лежить Оттенбі — давня королівська власність і на даний час — заповідник.

## Преісторія

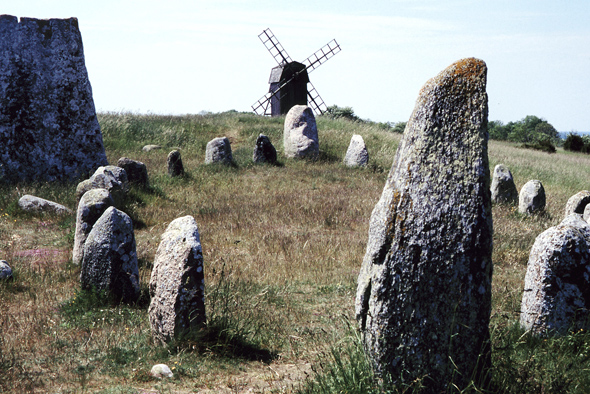
Прадавні камені які поставлені вертикально і утворюють корабель вікінгів при розгляді з гори

Найбільш знамените селище доби Палеоліту що знаходиться в Альбі розташоване на східному узбережжі острову. Під час розкопок були виявлені залишки дерев'яних хатин навколо невеликого доісторичного озера. Було виявлено декілька цікавих знахідок, в тому числі сліди ведмедів, ластоеогих, фоценових, а також виявлені технологічні засоби полювання та збирання, такі як списи, гарпуни що виготовлялись із рогів та кременю. Археологи виявили круглі укріплені споруди пізніше відомі як Екеторп.
Під час бронзової доби та першої частини залізної змінився вигляд Stora alvaret та околиці зазнали теж надзвичайних змін, через зникнення дерев. Учений Янсен припускає, що зникнення дерев викликало і загадкове зникнення людей приблизно 500 р. до н. е., яке було видно та задукоментовано в Екетторпі та інших місцях. Вважається, що розширення людського населення перевищило змогу природи забезпечити всіх всім необхідним. Пізніше, протягом багатьох років від 800 до 1000 з'явилося кілька вікінгських поселень на цій периферії.